# Why Bristol?
Why Bristol? er en film instrueret af Steen Dalin.

## Handling
I 1990'erne boomede engelsk modelanimation og vandt år efter år Oscarpriser for bedste animationsfilm. Opskriften var et samarbejde mellem animatorer og professionelle filmfolk, som Peter Lord og David Sproxton siden 1970'erne manifesterede i deres lille selskab Aardman Animations. Da filmskoleeleven Nick Park ankom til Bristol med modellervoksfigurerne Wallace & Gromit, blev engelsk dukkeanimation verdenskendt. Andre selskaber, som BolexBrothers, tilførte miljøet og filmene en sort humor, som også tiltalte et voksent publikum. I denne dokumentarfilm fortæller hovedpersonerne bag de elskelige film historien om, hvorfor det af alle steder i England, netop var Bristol, der skulle blive dukkefilmens Mekka. Filmen giver via de mange klip, et førstehåndsindtryk af den komiske og sorte humor, der er engelsk animations adelsmærke.